# 河野通宣 (左京大夫)
河野 通宣（かわの みちのぶ）は、戦国時代の武将・大名。伊予河野氏の当主。湯築城主。

## 生涯
予州家の河野通存（みちまさ、河野通春の孫）の子と言われてきたが、近年では兄の河野通政と共に河野弾正少弼通直の実子であったことが確認されつつある。天文12年（1543年）に当主であった兄の通政が早世したため、家督を継ぐこととなった。しかし若年であったため、父・通直の後見を受けることとなる。
通宣が家督を継いだ頃の河野氏は、家臣の謀反や豊後国の大友氏、土佐国の一条房基の侵攻を受け、国内では宇都宮豊綱とも対立し、領内はまさに危機的状態にあった。更に成長した通宣は亡兄・通政と同様に父・通直と対立し、それに乗じて天文22年（1553年）に大野利直が、翌年には和田通興が反乱を起こした。これらの反乱は重臣の村上通康や平岡房実が遠征を繰り返し、鎮圧に及んだが、もはや国内を独力でまとめる力もなかった通宣は、以前より姻戚関係であった中国地方の雄・毛利元就と従属的同盟を結び、小早川隆景を中心とする毛利軍の支援によって、土佐一条氏や伊予宇都宮氏を撃退している（毛利氏の伊予出兵）。
しかし、伊予国内への相次ぐ侵略や家臣団の離反など、内憂外患が続き心労がたたったのか、通宣は病に倒れる。足利義輝に仕えていた梅仙軒霊超が永禄5年（1562年）頃に通宣に充てた書状の内容からは、通宣が中風にかかっていたことが判明する。
嗣子が無かったため、永禄11年（1568年）に家督を一族の河野牛福（後の伊予守通直）に譲って隠居し、天正9年（1581年）に死去した。ただし、近年の研究によると『高野山上蔵院文書』中にある「河野家御過去帳」における記述よりその死は永禄13年（1570年）頃ではないかとも言われる。